# 四氯化铀
四氯化铀是一种无机化合物，化学式为UCl4，有放射性。

## 制备
四氯化铀可以通过二氧化铀与氯化亚砜或四氯化碳的反应来制备：
UO2 + CCl4 —450℃→ UCl4 + CO2

## 化学性质
四氯化铀遇水产生氯化铀酰，在空气中加热也会氧化到此产物。
2 UCl4+O2+2 H2O->2 UO2Cl2+4 HCl
遇到乙醇、丙酮、吡啶和乙酸乙酯也会发生化学反应。